# Polyblastus
Polyblastus är ett släkte av steklar som beskrevs av Hartig 1837. Polyblastus ingår i familjen brokparasitsteklar.

## Bildgalleri

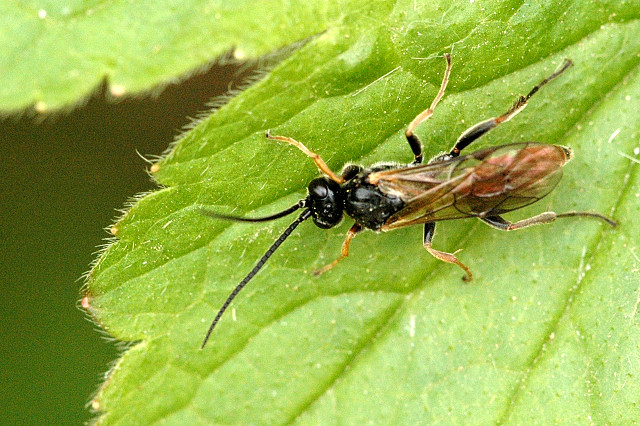
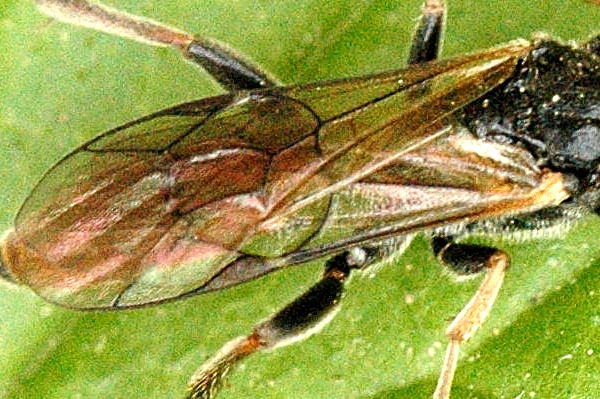
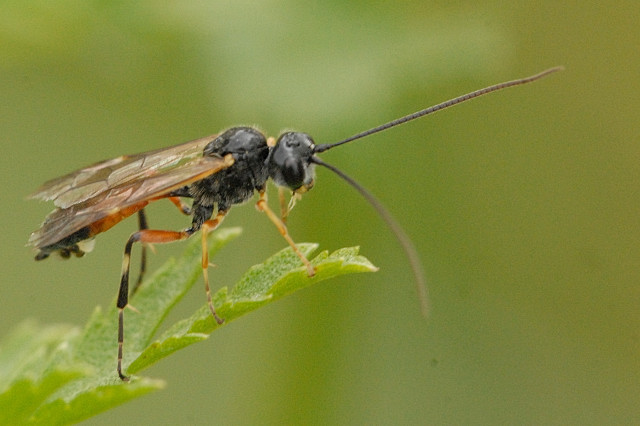
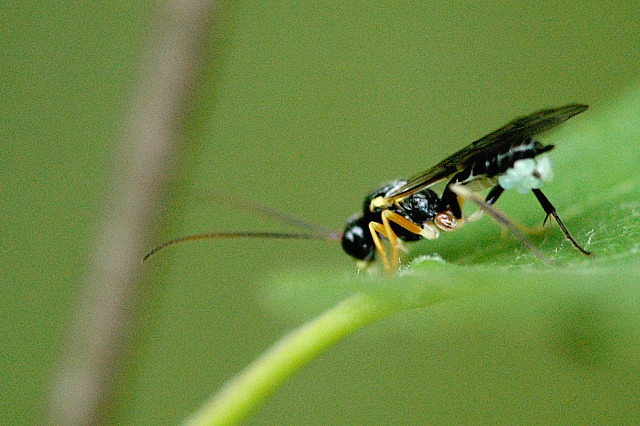

## Dottertaxa tillPolyblastus, i alfabetisk ordning[1][2]
- Polyblastus alatus
- Polyblastus alternans
- Polyblastus amurensis
- Polyblastus annectus
- Polyblastus atratus
- Polyblastus atrox
- Polyblastus belokobylskii
- Polyblastus bicingulatus
- Polyblastus bimacula
- Polyblastus bipunctatus
- Polyblastus boiei
- Polyblastus botrys
- Polyblastus bridgmani
- Polyblastus cancer
- Polyblastus clypearis
- Polyblastus cothurnatus
- Polyblastus dentigena
- Polyblastus flexus
- Polyblastus fulvilinealis
- Polyblastus fulvus
- Polyblastus gloriosus
- Polyblastus gorodkovi
- Polyblastus hadrus
- Polyblastus jugatus
- Polyblastus kashmiricus
- Polyblastus kiritshenkoi
- Polyblastus lateralis
- Polyblastus leucomelas
- Polyblastus leucoon
- Polyblastus macrocentrus
- Polyblastus marjoriae
- Polyblastus melanostigmus
- Polyblastus montanus
- Polyblastus nanus
- Polyblastus pacayae
- Polyblastus pallicoxa
- Polyblastus parvulus
- Polyblastus peckae
- Polyblastus pedalis
- Polyblastus pinguis
- Polyblastus provancheri
- Polyblastus pumilus
- Polyblastus rutilus
- Polyblastus stenhammari
- Polyblastus stenocentrus
- Polyblastus subalpinus
- Polyblastus subterminus
- Polyblastus tener
- Polyblastus tibialis
- Polyblastus townesi
- Polyblastus tuberculatus
- Polyblastus wahlbergi
- Polyblastus valens
- Polyblastus varitarsus
- Polyblastus westringi
- Polyblastus zhelochovtsevi